# Chikako Nakayama
Chikako Nakayama (jap. 中山 智香子, Nakayama Chikako; * 30. August 1975 in Hokkaidō) ist eine japanische Badmintonspielerin.

## Karriere
Chikako Nakayama nahm 2004 im Damendoppel an Olympia teil. Nach einem Freilos in Runde eins verlor sie dabei in der folgenden Runde und wurde somit 9. in der Endabrechnung. Bei der Weltmeisterschaft 2001 wurde sie Fünfte im Damendoppel.

## Sportliche Erfolge
| Saison | Veranstaltung                         | Disziplin   | Platz | Name                               |
| ------ | ------------------------------------- | ----------- | ----- | ---------------------------------- |
| 1997   | Japan: Einzelmeisterschaften          | Damendoppel | 1     | Takae Masumo / Chikako Nakayama    |
| 1997   | Ostasienspiele                        | Damendoppel | 3     | Takae Masumo / Chikako Nakayama    |
| 1997   | Indonesian Open                       | Damendoppel | 5     | Takae Masumo / Chikako Nakayama    |
| 1997   | Japan Open                            | Damendoppel | 5     | Chikako Nakayama / Takae Masumo    |
| 1998   | Japan Open                            | Damendoppel | 5     | Takae Masumo / Chikako Nakayama    |
| 1999   | Japan: Einzelmeisterschaften          | Damendoppel | 1     | Takae Masumo / Chikako Nakayama    |
| 1999   | Scottish Open                         | Damendoppel | 1     | Takae Masumo / Chikako Nakayama    |
| 1999   | Spanish International                 | Damendoppel | 1     | Chikako Nakayama / Takae Masumo    |
| 2000   | Giraldilla International              | Mixed       | 1     | Norio Imai / Chikako Nakayama      |
| 2000   | Japan: Einzelmeisterschaften          | Mixed       | 1     | Norio Imai / Chikako Nakayama      |
| 2001   | Japan: Einzelmeisterschaften          | Mixed       | 1     | Norio Imai / Chikako Nakayama      |
| 2001   | Weltmeisterschaft                     | Damendoppel | 5     | Chikako Nakayama / Mika Anjo       |
| 2002   | Japan: Einzelmeisterschaften          | Damendoppel | 1     | Chikako Nakayama / Keiko Yoshitomi |
| 2002   | Japan Open                            | Mixed       | 5     | Norio Imai / Chikako Nakayama      |
| 2002   | China: Internationale Meisterschaften | Damendoppel | 5     | Chikako Nakayama / Keiko Yoshitomi |
| 2003   | South Africa International            | Damendoppel | 1     | Chikako Nakayama / Keiko Yoshitomi |
| 2004   | Olympia                               | Damendoppel | 9     | Chikako Nakayama / Keiko Yoshitomi |